# Municipio de Abbotts
El municipio de Abbotts (en inglés: Abbotts Township) es un municipio ubicado en el  condado de Bladen en el estado estadounidense de Carolina del Norte. En el año 2010 tenía una población de 1.094 habitantes.

## Geografía
El municipio de Abbotts se encuentra ubicado en las coordenadas 34°30′8.63″N 78°43′31.22″O / 34.5023972, -78.7253389.